# سانینگ کامون
سانینگ کامون (به انگلیسی: Sonning Common) یک روستا و محله مدنی در بریتانیا است که در آکسفوردشر جنوبی واقع شده‌است. سانینگ کامون ۳٫۶۶ کیلومتر مربع مساحت و ۳٬۷۸۴ نفر جمعیت دارد.